# Larkin
Larkin is een van oorsprong Ierse familienaam. De naam werd voor het eerst aangetroffen in oude teksten afkomstig uit de Ierse county Galway en betekent ruig, fel. In Nederland waren er in 2007 negen personen met de familienaam Larkin. In België kwam de naam in 2008 vijf keer voor.

## Bekende personen
Enkele bekende naamdragers zijn:
- Andy Larkin, het hoofdpersonage uit de boeken- en televisiereeks What's with Andy?
- John Paul Larkin (1942–1999), een Amerikaans musicus
- Mitch Larkin (1993), een Australisch zwemmer
- Philip Larkin (1922–1985), een Brits journalist
- Linda Larkin (1970), een Amerikaans (stem)actrice
- Kenny Larkin (1968), een Amerikaans muzikant en producer
- Milt Larkin (1910–1996), een Amerikaans muzikant en orkestleider
- Christopher Larkin (acteur) (1987), een Koreaans-Amerikaans acteur
- Christopher Larkin (componist), een Australisch componist
- Patrick Larkin (1959 of 1960), een Amerikaans auteur